# Розен, Константин Оскарович
Барон Константин Оскарович Розен (1851—1903) — генерал-лейтенант русской императорской армии.
Родился 5 (17) февраля 1851 года. Воспитывался в Пажеском корпусе; в январе 1870 года — камер-паж. Был произведён 21 июля 1870 года в прапорщики лейб-гвардии Измайловского полка; с 30.08.1873 — подпоручик, с 04.04.1876 — поручик.
Участвовал в русско-турецкой войне 1877—1878 гг. и за отличие был награждён орденами Св. Анны 4-й и Св. Станислава 3-й ст. с мечами и бантом (1878). С 16.04.1878 — штабс-капитан, с 08.04.1884 — капитан, с 01.01.1890 — полковник.
Был награждён орденами Св. Анны 3-й ст. (1883), Св. Станислава 2-й ст. (1888), Св. Анны 2-й ст. (1893).
Был назначен 14 марта 1895 года командиром 65-го Московского пехотного полка. В 1896 году получил орден Св. Владимира 4-й ст., в 1898 — 3-й ст.
Одновременно с производством в генерал-майоры 11 июля 1900 года он был назначен командиром Лейб-гвардии Егерского полка. Был произведён в генерал-лейтенанты 28 апреля 1903 года и через несколько дней, 7 мая 1903 года, умер.